# Punt
Zemlja Punta (egipatski: pwnt (čitanje: pwene(t)) bila je antička država. Uz to što je bila trgovački partner s Egiptom, poznata je i po proivodnji i trgovini zlatom, aromatičnon smolom, ebanovinom, slonovačom i divljim životinjama. Regija je znana iz egipatskih tekstova i trgovačkih ekspedicija iz Egipta. Neki tvrde da to mjesto odgovara mjestu Opone u Somaliji, koji će kasnije otkriti stari Grci. Drugi pak navode da je Punt zapravo biblijska zemlja Put ili Havilah.
Ponekad je Punt bio nazivan ta netjer, "Zemlja Boga". Točna lokacija Punta ne zna se. Najviše povjesničara vjeruje kako je Zemlja Punta bila jugoistočno od Egipta, negdje na Crvenom moru: današnji Džibuti, Somalija, sjeveroistočna Etiopija, Eritreja i sjeveroistočni Sudan. Moguće je i da je obuhvaćala čitav Afrički rog i južni dio arapskog poluotoka. Danas u Somaliji postoji Puntland, administrativna regija na kraju afričkog roga koja je dobila ime po antičkoj državi.